# Severodvinsk

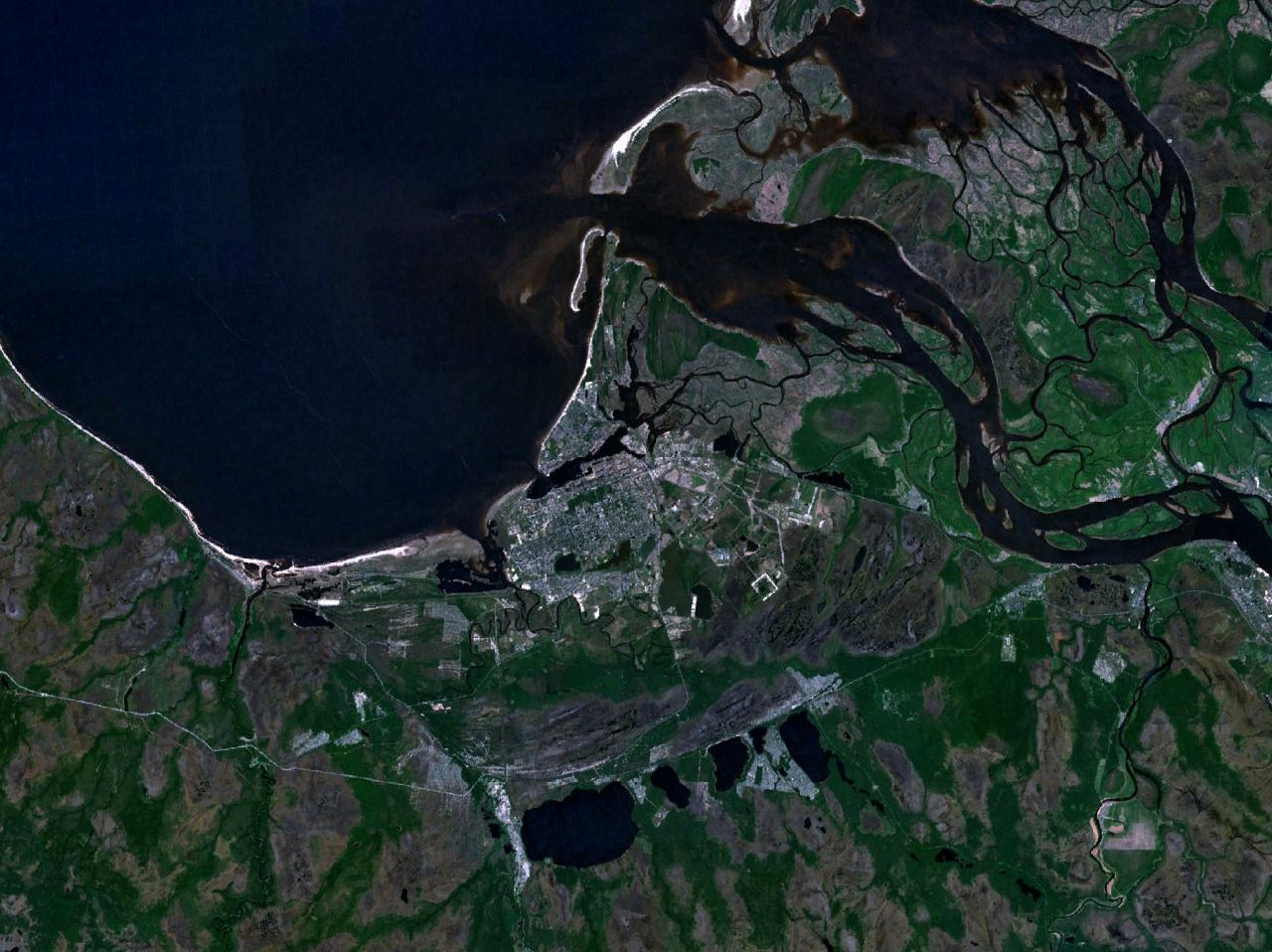
Satellitbild över Severodvinsk.

Severodvinsk (ryska: Северодви́нск) är en stad i Archangelsk oblast i nordvästra Ryssland, och är belägen 35 kilometer väster om Archangelsk, vid Vita havets kust, vid utloppet av Norra Dvina (Severnaja Dvina, varifrån staden fått sitt namn). Staden var känd som Molotovsk under åren 1938-1957. Centralorten hade 186 172 invånare i början av 2015, med totalt 187 277 invånare boende i hela det område som administreras av staden. Stadens största industri är varvet Sevmasj som numera är Rysslands enda tillverkare att atomubåtar.

## Vänorter
- Tiraspol, Moldavien
- Brjansk, Ryssland
- Mazir, Vitryssland
- Sumy, Ukraina
- Portsmouth, USA